# الکساندرا سابادا
الکساندرا سابادا (اوکراینی: Александра Сабада؛ زادهٔ ۶ ژانویهٔ ۱۹۹۱) ورزشکار شنای موزون اهل اوکراین است.
وی در مسابقات کشوری و بین‌المللی در مجموع برندهٔ ۲ مدال طلا، ۵ مدال نقره، ۵ مدال برنز شده‌است.

## حرفه
وی همچنین یکی از شناگران موزون در المپیک تابستانی ۲۰۱۶ بوده‌است. او در سه دوره از مسابقات جهانی ورزش‌های آبی حضور داشت.